# Hồ Hillier
Hồ Hillier (tiếng Anh: Lake Hiller) là một hồ nước mặn trên đảo Middle, đảo lớn nhất trong các đảo nhỏ thuộc quần đảo Recherche ở vùng Goldfields-Esperance, ngoài khơi bờ biển phía nam của Tây Úc. Đây là một trong những hồ nước đặc biệt nhất trên thế giới bởi màu hồng tự nhiên của nó. Tuy có màu sắc đặc biệt như vậy nhưng hồ nước này không có nhiều khách du lịch ghé thăm. Màu hồng của nước trong hồ là tự nhiên, không thay đổi, vẫn giữ nguyên màu khi nước được đưa ra khỏi hồ. Chiều dài của hồ này khoảng 600 mét, rộng 250 mét và được bao quanh bởi một dải cát cùng cánh rừng dày đặc các loài cây tràm và bạch đàn. Hồ nước được ngăn cách với Nam Đại Dương bởi một dải cồn cát hẹp bao phủ bởi các thảm thực vật.

## Miêu tả
Hồ Hiller có chiều dài khoảng 600 mét (2.000 ft) và rộng 250 m (820 ft). Hồ được bao quanh bởi một dải cát hẹp bao phủ bởi thảm thực vật tách rời từ bờ biển phía bắc của đảo Middle, cùng cánh rừng dày đặc các loài cây tràm và bạch đàn. Điểm đáng chú ý nhất của hồ chính là màu hồng. Màu hồng của nước trong hồ là tự nhiên, không thay đổi, vẫn giữ nguyên màu khi nước được chuyển lên các container chứa nước. Màu hồng của hồ có thể được coi là do sự hiện diện của sinh vật Dunaliella salina. Dự án Extreme Microbiome, một phần của Hiệp hội Tài nguyên Sinh học (ABRF), Tập đoàn Metagenomics Research (MGRG) đã tiến hành một phân tích Metagenomics trên hồ để tìm Dunaliella cũng như Salinibacter ruber, Dechloromonas aromatica và một vài loài vi khuẩn cổ

## Lịch sử
Hồ Hillier được phát hiện bởi thuyền trưởng Flinders trong chuyến thám hiểm năm của ông vào ngày 1802. Ông đã quan sát được hồ nước này từ vị trí cao nhất trên đảo.
 Ở vùng đông bắc là một hồ nước nhỏ màu hồng; nước trong hồ khi ông Thistle phát hiện và giới thiệu cho tôi, đã quá bão hòa vào muối khiến số lượng muối tụ lại gần bờ đủ để tải lên một con tàu. Mẫu muối ông ấy mang lên tàu có chất lượng tốt, không có quy trình nào khác thích hợp hơn sấy khô để sử dụng.
Flinders một lần nữa đến thăm đảo Middle vào tháng 5 năm 1803, ông có ý định "dừng chân một hoặc hai ngày ở Vịnh Goose-Island, nhằm tìm kiếm thịt ngỗng cho những người bệnh, bịt dầu cho đèn của chúng tôi và một vài thùng tô nô muối từ hồ trên đảo Middle". Có thông tin rằng sau đó Flinders đặt tên hồ theo William Hillier, một thủy thủ đoàn của tàu Investigator đã chết vì bệnh kiết lị trước khi khởi hành chuyến thám hiểm từ đảo Middle. Hồ được khai thác muối trong khoảng thời gian cuối thế kỉ 19. Các doanh nghiệp khai thác muối đã thất bại vì một số lý do, bao gồm "sự độc hại của muối đem đi để tiêu thụ".

## Tình trạng khu vực bảo vệ
Gần nhất vào năm 2012, hồ Hiller đã nằm trong ranh giới của Khu bảo tồn Recherche Archipelago. Kể từ năm 2002, hồ Hiller được coi là một vùng đất ngập mặn "có ý nghĩa quan trọng của vùng".